# アニー・ダウド
- アニー・ダウド[1][2]
- アンニー・ダウド[3]

アニー・ダウド（英: Annie Henrietta Dowd、1861年11月6日 - 1960年4月23日）は、アメリカ合衆国出身の宣教師、教育者。明治中期から昭和初期の日本において、高知県に清和学園の前身となる女学校を設立し、長年にわたって高知の女子教育に貢献した。

## 経歴
アメリカのミシシッピ州アバディーンで、「ミシシッピ州ダウド様」の宛名で郵便物が配達されたほど、著名な名家で誕生した。教会附属の女学校で音楽教師を務めた後、日本国外での伝道を志願した。
アメリカ南長老教会の依頼により、1887年（明治20年）に訪日し、高知英和女学校に赴任した。しかし生徒は、自由民権運動の活動家である板垣退助の子女をはじめとする名家の令嬢ばかりで、宣教に強い希望を抱いていたダウドは、満足のいく活動とはいえなかった。
1892年（明治25年）、独力で「キリスト教伝道女学館」を設立、日本人の同志と共に街頭伝道を行なった。しかし35歳で乳癌を患い、神戸で静養した。神戸でもスラム街や紡績工場で、薄幸な少女たちを見て心を痛め、高知の鷹匠町に家を借りて少女たちを引き取った。不在中に英和女学校が廃校されたこともあって、1901年（明治34年）に、清和学園の前身である私塾「高知女学会」を創立した。「女学校」ではなく「女学会」としたのは、「家庭の延長の存在」との思いがあった。
1924年（大正13年）に、献金により鷹匠町に女学会の新校舎が建てられたが、1927年（昭和2年）12月に火事で全焼した。ダウドは一時は深く悲嘆したものの、再建のために奔走し、翌1928年（昭和3年）には再建に至った。また病弱な者、病後の静養が必要な者のために、女学会の旧校舎を移築し、保養所を建立した。このためにダウドは貯金のすべてを費やし、所持品も処分した。
1933年（昭和8年）2月、高知の女子教育功労者として表彰された。市議会満場一致で採択であり、この時代に外国人が表彰されるのはまったくの異例であった。ダウドはこの表彰を固辞したが、「神の栄光のため、全力を注いで主の業に励んだ結果」と教職員に勧められ、表彰を受けた。
晩年は外国伝道局から帰国を促されたが、日本に骨を埋める覚悟で、帰国を先送りにしていた。「高知で死にたい」といって、高知に墓地まで買った。しかし高知女学会の経営が高知教会に変わり、清和女学校になったことで、帰国を決意した。1937年（昭和12年）4月に帰国、後に目と耳が不自由になり、「日本に留まっていたら迷惑をかけることになっていた。神様はそれをご存知で、帰国させ、良い住まいと働く場所をお与えになった」と語った。
帰国後はミシシッピ州ジャクソンの老婦人ホームに生活し、聖書を教え、寝たきりの婦人たちの訪問など、神に仕える生活を送った。1960年4月23日にジャクソンで、99歳で死去した。

## 人物・評価
教育の質の高さには定評があった。高知女学会の地位は、専門学校と同等であったが、卒業生は就職先での処遇は、高等女学校卒業と同等であった。また事業家としては、学校経営において生徒の手芸品をアメリカで販売したり、自身の給与を差し出した他、パトロン制度のようにアメリカの有志に日本の少女の援助を依頼するなどして、やり繰りしていた。
伝道においては非常に強い情熱の持ち主であり、悪天候の日も伝道のために街頭に立った上、遠方への伝道も積極的に行ない、赤岡町、安芸市、土佐市、佐川町、土佐山村、東津野村などに及んだ。
火災で校舎が焼失したときには、信徒のみならず、高知教会青年会、婦人会、西川合名会社、高知市議会議員有志と、多くの人々から支援されたことで、ダウドの日頃の働きが、いかに多くの人の共感を呼んでいたかが窺い知れる。